# Taeniophyllum fasciola
Taeniophyllum fasciola là một loài thực vật có hoa trong họ Lan. Loài này được (G.Forst.) Seem. miêu tả khoa học đầu tiên năm 1862.